# Thomas Schertwitis
Thomas Schertwitis (* 2. September 1972 in Alma-Ata, Kasachische SSR, Sowjetunion) ist ein ehemaliger kasachstandeutscher Wasserballspieler, der international für die Sowjetunion, Kasachstan und Deutschland aktiv gewesen ist.

## Karriere
Schertwitis wurde im heutigen Kasachstan, damals noch Teil der Sowjetunion, in eine russlanddeutsche Familie geboren. Dort begann er seine Karriere und trat ab 1993 international für das nun unabhängige Kasachstan an. Mit der kasachischen Nationalmannschaft siegte er 1994 bei den Asienspielen und belegte bei der Weltmeisterschaft 1994 den 12. Platz.
1997 wechselte er nach Berlin und spielte bis 2004 für die Wasserfreunde Spandau 04. Mit den Wasserfreunden gewann er sieben deutsche Meistertitel und sechsmal den Pokalwettbewerb. 2004 wechselte Schertwitis zu Olympiakos Piräus in Griechenland, ein Jahr später zog es ihn weiter zu Sintez Kasan in Russland. Mit Kasan feierte er 2006 mit dem Gewinn der LEN-Trophy seinen ersten Europapokalsieg.
Seit dem 15. Juni 1998 hat Schertwitis die deutsche Staatsangehörigkeit und spielte seitdem für die deutsche Wasserball-Nationalmannschaft. Er nahm an den Olympischen Spielen 2004 in Athen teil, bei denen die deutsche Mannschaft den 5. Platz erreichte. Bei der Weltmeisterschaft 2005 belegte das deutsche Team Platz 9, 2007 kam die Mannschaft auf Rang 8. 2003 und 2008 wurde das Team Sechster bei der Europameisterschaft. Schertwitis absolvierte 272 Länderspiele (Stand 12. Juli 2008).
Der 1,98 m große Schertwitis spielte auf der Center-Position.